# Albert Adamkiewicz
Albert  Adamkiewicz (Zerkov, 11 de agosto de 1850 – 31 de outubro de 1921) foi um médico patologista polaco. Descobriu a hibernação das glândulas sudoríparas.

## Obras
- Natureza e valor nutritivo das peptonas (1877)
- A secreção do suor (1878)
- Doenças da espinal medula (1890)
- Transtornos funcionais do cérebro